# Сексуальна одержимість
Сексуальна одержимість — постійні й невпинні думки про сексуальну активність. У контексті обсесивно-компульсивного розладу (ОКР) такі думки надзвичайно поширені і можуть стати надзвичайно виснажливими, змушуючи людину соромитися симптомів і неохоче звертатися за допомогою. Однак заклопотаність сексуальними питаннями виникає не лише як симптом ОКР, вони можуть бути приємними в інших контекстах (наприклад, сексуальна фантазія).

## Обсесивно-компульсивний розлад
Обсесивно-компульсивний розлад включає небажані думки або образи, які викликають занепокоєння або заважають жити людині, після чого здійснюються дії, які тимчасово знімають тривогу, спричинену нав'язливими ідеями. Нав'язливі ідеї мимовільні, повторювані та небажані. Спроби придушити або нейтралізувати нав'язливі ідеї не спрацьовують і фактично роблять нав'язливі ідеї більш серйозними, оскільки спроби зрозуміти сенс нав'язливих ідей лише приділяють їм більше уваги та «палива».
Типові нав'язливі теми зосереджуються на забрудненні, хворобі, тривозі про лихо та порядку. Однак люди з ОКР також зациклені на насильстві, релігійних питаннях і сексуальному досвіді. До чверті людей з ОКР можуть відчувати сексуальні одержимості, а деякі сексуальні одержимості ОКР пов'язують із сексуальним насильством у дитинстві над хворими на ОКР. Повторювані сексуальні думки спостерігаються при багатьох розладах на додаток до ОКР, але ці розлади не мають відношення до ОКР. Наприклад, сексуальні думки, не пов'язані з ОКР, характерні для людей з парафілією, посттравматичним стресовим розладом, сексуальною дисфункцією або сексуальною залежністю. Періодичні сексуальні думки та почуття в таких ситуаціях іноді називають сексуальною одержимістю, яка може включати сексуальну орієнтацію людини, сумніви та/або страхи щодо того, що вона є гомосексуальною або що інші сприймають її як гомосексуальну. Однак їхній зміст, форма та значення змінюються залежно від розладу, причому сексуальні одержимості ОКР є не лише мимовільними, але й небажаними та спричиняють сильний психічний стрес і страждання для людини з ОКР.

### Сексуальна спрямованість
Оскільки секс має значне емоційне, моральне та релігійне значення, він часто стає магнітом для нав'язливих ідей у людей, схильних до ОКР. Поширені теми включають невірність, девіантну поведінку, педофілію, невірність або придатність партнера, а також думки, що поєднують релігію та секс. Люди з сексуальною одержимістю можуть мати законні занепокоєння щодо своєї привабливості, потенції або партнера, що може слугувати несвідомим каталізатором нав'язливих ідей.
Сексуальна одержимість має різні форми. Наприклад, мати може бути одержима сексуальним насильством над своєю дитиною. Їй може бути цікаво, чи означають ці думки, що вона педофіл, і хвилюватися, що вона може втілити їх, незважаючи на те, що вона ніколи ні над ким не чинила сексуального насильства і відчуває огиду до цієї ідеї. Іншим прикладом є чоловік, який хвилюється, що він може випадково запліднити жінку, потиснувши їй руку, тому що він недостатньо ретельно вимив руки після дотику до своїх статевих органів. Пацієнти також можуть відчувати страх, що їхні нав'язливі ідеї вже здійснилися, і це викликає у них сильний душевний стрес і страждання. Необізнаність і неправильне розуміння населенням ОКР, здебільшого внаслідок дезінформації про цей розлад, часто призводить до припущень, що хворі є злочинцями або девіантами. Тоді це може зміцнити переконання потерпілого, що він дійсно вчинив злочин чи аморальний вчинок, хоча цього не було, або викликати сумніви. Це викликає сильний дистрес у хворого на ОКР і іноді призводить до того, що він робить «зізнання» — іноді в поліції — та суїцидальні думки чи спроби.
Посеред думок сексуальні одержимості можуть здаватися реальними. Інколи люди з ОКР вірять, що їхня одержимість правдива, і в такому випадку їх можна назвати «поганою проникливістю». Але переважна більшість людей з ОКР в якийсь момент визнають, що їхні страхи є крайніми та нереалістичними. Проблема в тому, що навіть якщо вони знають, що одержимість хибна, вона відчувається справжньою. Ці люди не можуть зрозуміти, чому вони не можуть відкинути одержимість зі свого розуму. Одержимість може тимчасово вщухнути перед обличчям логічного аргументу чи запевнення з боку інших, але може підвищитися, коли її застає зненацька сексуальний тригер.
Сексуальна одержимість може особливо турбувати людину з ОКР, оскільки щось важливе та дороге перетворюється на свою жахливу протилежність. У людей із сексуальними нав'язливими ідеями особливо ймовірно, що супутні агресивні та релігійні нав'язливі ідеї, клінічна депресія та вищий рівень розладів контролю імпульсів, хоча останні менш поширені у пацієнтів з ОКР.

### Невпевненість у собі
Нав'язливі ідеї часто відображають вразливу самоосвіту, коли людина сумнівається в своєму справжньому чи дійсному «я». Сумнів і невпевненість зберігаються в сексуальних одержимості. Вони створюють кілька суперечностей, серед яких: невпевненість щодо того, чи будете ви діяти відповідно до них, чи ви вже діяли відповідно до них, і невпевненість щодо того, чи подобаються вам думки (навіть якщо ви знаєте, що ні). зростання тривоги, сумнівів і невпевненості.
Інша форма ОКР, яка може охопити людину, включає в себе нав'язливі сумніви, заклопотаність, перевірку та поведінку, яка шукає заспокоєння, зосереджену на інтимних стосунках (Стосунковий обсесивно-компульсивний розлад — СОКР). Як і у випадку сексуальної одержимості, а іноді у відповідь на них, людина може відчути потребу припинити ідеально хороші стосунки через свою нездатність відчувати те, що вона хоче. Людина може постійно сумніватися, чи любить вона свого партнера, чи є їхні стосунки «правильними» стосунками, чи партнер «справді» любить її. Інша форма СОКР включає занепокоєність, перевірку та пошук заспокоєння, пов'язану з недоліками партнера, які сприймаються. Замість того, щоб знаходити в партнері хороше, вони постійно зосереджені на своїх недоліках.

### Уникнення
Подібно до того, як люди, які страждають від ОКР, уникають усього, що їх «забруднить» (наприклад, дверних ручок, калюж, рукостискань), ті, хто страждає від подібних сексуальних нав'язливих станів, можуть відчувати непереборну потребу уникати будь-якого контакту з усім, що може викликати у них тривогу або «сплеск». Таке уникнення може включати
- Уникання погляду (наприклад) в обличчя іншій людині тієї ж статі,
- Уникання роздягалень, душових, пляжів тощо. Це також може означати уникнення сексуальних ситуацій з представниками іншої статі через страх того, що можуть означати певні обставини (недостатнє збудження, нав'язливі думки тощо).
- Уникання обіймів з дітьми тієї ж статі, в тому числі зі своїми власними, — примус, який може завдати серйозної шкоди благополуччю дитини.
- Уникання спілкування з гетеросексуальними друзями або людьми з дітьми. Соціальна ізоляція підживлює тривогу, а отже, і ОКР.

### Сексуальні ідеї
Не можна переоцінити, що сексуальні одержимості при ОКР протилежні звичайним сексуальним мріям або фантазіям. Насправді думки не є частиною особистості людини, але це тип думок або імпульсів, які людина з ОКР боїться мати. Сексуальні ідеї при ОКР є неприємними та тривожними для людини з ОКР. Людина з ОКР не хоче, щоб думка стала реальною. Ідея розіграти одержимість наповнює жертву ОКР жахом. Сексуальні уявлення в таких ситуаціях називають его-дистонічними або его-чужими, що означає, що поведінка та/або ставлення сприймаються індивідом як такі, що не відповідають його або її фундаментальним переконанням і особистості. Тому ОКР може знизити лібідо.
Людина, яка страждає на ОКР, може постійно зосереджуватися на тому, щоб не збуджуватися, або стежити, щоб не збудитися, і це може призвести до «пахової реакції». Багато людей, які страждають на ОКР, сприймають цю реакцію паху як справжнє збудження, хоча насправді це не так. Сексуальна одержимість ОКР часто призводить до почуття провини, сорому, депресії та може заважати соціальному функціонуванню чи роботі. Приблизно 40 % постраждалих (кількість може бути більшою через пов'язане збентеження) також повідомляють про деяке супутнє фізіологічне збудження. Реакції можуть включати прискорене серцебиття, відчуття збудження і навіть ерекцію, посилене виділення змащення (у жінок) і оргазм. Ця відповідь зазвичай породжує більше плутанини та невизначеності. Однак це умовна фізіологічна реакція в примітивному таламусі мозку, яка не ідентифікує думку як секс з конкретною людиною, а просто секс. Як правило, це не свідчить про особисті бажання людини.

## Лікування
Люди з сексуальними нав'язливими ідеями можуть приділяти надмірну кількість часу та енергії, намагаючись зрозуміти нав'язливі ідеї. Зазвичай вони вирішують, що у них є ці проблеми, тому що вони певним чином дефектні, і вони часто надто соромляться, щоб звернутися за допомогою. Оскільки сексуальні одержимості не так добре описані в дослідницькій літературі, багато терапевтів можуть не правильно діагностувати ОКР у клієнта з первинною сексуальною одержимістю. Фахівці з питань психічного здоров'я, які не знайомі з ОКР, можуть навіть пояснити симптоми несвідомим бажанням (як правило, у випадку психоаналітиків або психодинамічних терапевтів), кризою сексуальної ідентичності або прихованою парафілією. Такий помилковий діагноз тільки панікує і без того засмучену людину. На щастя, сексуальні одержимості реагують на той самий тип ефективних методів лікування, які доступні для інших форм ОКР: когнітивно-поведінкова терапія та серотонінергічні антидепресанти (СІЗЗС). Людям із сексуальною одержимістю може знадобитися більш тривалий і агресивний курс лікування.

### Ліки
Багато людей із сексуальною одержимістю стривожені тим, що вони, здається, втрачають статевий потяг. Люди з ОКР можуть сприймати це як доказ того, що вони більше не мають нормального сексуального потягу і насправді є певним чином девіантними. Деякі можуть запитати, чи ліки є вирішенням проблеми. Препарати, призначені спеціально для лікування еректильної дисфункції (наприклад, Віагра, Сіаліс), не є відповіддю для людей з нелікованим ОКР. Статеві органи працюють нормально, але нормальному лібідо заважає тривожний розлад.
Ліки, призначені спеціально для ОКР (зазвичай препарати СІЗЗС), допоможуть полегшити тривогу, але також спричинять певну сексуальну дисфункцію приблизно у третини пацієнтів. Для багатьох полегшення від тривоги достатньо, щоб подолати сексуальні проблеми, спричинені ліками. Для інших ліки самі по собі роблять секс справді неможливим. Це може бути тимчасовою проблемою, але якщо вона не зникає, компетентний психіатр часто може відкоригувати ліки, щоб подолати цей побічний ефект.

## Сексуальні одержимості та статеві акти
Людина з сексуальною одержимістю може мати проблеми з виконанням статевих актів через страх думати про девіантну сексуальну поведінку, а також через страх піддатися спокусі здійснити таку поведінку, коли це може завдати шкоди їй або іншим людям. Коли людина з сексуальною одержимістю мастурбує, вона може відчувати постійний страх уявити щось небажане і нав'язливе. Згодом вона може відчувати провину або сором, оскільки, можливо, думала про об'єкт своєї одержимості протягом більшої частини або всієї сексуальної активності. Багато людей з таким типом нав'язливих ідей часто не бажають або уникають будь-яких сексуальних дій.

## Подальше читання
- Phillipson SJ. I think it moved: the understanding and treatment of the obsessional doubt related to sexual orientation and relationship substantiation. OCD on-line. Архів оригіналу за 18 грудня 2008.
- Szymanski DM, Kashubeck-West S, Meyer J (2008). Internalized heterosexism: Measurement, psychosocial correlates, and research directions. The Counseling Psychologist. 36 (4): 525—574. doi:10.1177/0011000007309489. S2CID 146219821.